# لازار ماركوفيتش
لازار ماركوفيتش (بالصربية: Лазар Марковић) (ولد 2 مارس 1994)، لاعب كرة قدم صربي يلعب لنادي بني ياس الإماراتي و‌منتخب صربيا كمهاجم أو جناح. وصفه أندريا ستراماتشوني بلاعب ذو مهارات استثنائية وسرعة مثيرة للإعجاب. انتقل إلى نادي ليفربول قادماً من بنفيكا بقيمة 25 مليون باوند .

## مسيرته الكروية
لعب لازار ماركوفيتش خلال مسيرته الاحترافية مع 8 أندية في ثلاثة عشر موسمًا وسجل خلالها 29 هدفًا ضمن 142 مباراة. حيث فاز في موسمين بالكأس وفي أربعة مواسم بالدوري.
خاض لازار ماركوفيتش مسيرته مع نادي بارتيزان في موسم 2010–11 في المرة الأولى واستمر معه طيلة ثلاثة مواسم ثم في موسم 2019–20 لمدة موسم واحد، مشاركًا طوالها في 56 مباراة سجل خلالها 18 هدفًا. ثم انتقل إلى نادي بنفيكا في موسم 2013–14 لمدة موسم واحد، حيث شارك في 26 مباراة سجل خلالها 5 أهداف. لينتقل بعدها إلى نادي ليفربول في موسم 2014–15 واستمر معه طيلة ثلاثة مواسم، مشاركًا في 19 مباراة سجل خلالها هدفين. ثم انتقل إلى نادي فنربخشة في موسم 2015–16 لمدة موسم واحد، مشاركًا في 14 مباراة ولم يسجل أي هدف. هذا وانتقل لاحقًا إلى نادي هال سيتي في موسم 2016–17 لمدة موسم واحد، مشاركًا في 12 مباراة سجل خلالها هدفين. ثم انتقل بعدها إلى نادي رويال أندرلخت في موسم 2017–18 لمدة موسم واحد، مشاركًا في 8 مباريات سجل خلالها هدفًا واحدًا. ليعود وينتقل من جديد، لكن هذه المرة إلى نادي فولهام في موسم 2018–19 لمدة موسم واحد، مشاركًا في مباراة ولم يسجل أي هدف.

## روابط خارجية
- لازار ماركوفيتش على موقع الاتحاد الدولي (مؤرشف)  (الإنجليزية)
- لازار ماركوفيتش على موقع الاتحاد الأوربي (الإنجليزية)
- لازار ماركوفيتش على موقع اتحاد تركيا (لاعب) (الإنجليزية)
- لازار ماركوفيتش على موقع قاعدة بيانات كرة القدم.إي يو (الإنجليزية)
- لازار ماركوفيتش على موقع ناشيونال فوتبول تيمز (الإنجليزية)
- لازار ماركوفيتش على موقع Soccerbase.com (لاعب) (الإنجليزية)
- لازار ماركوفيتش على موقع Soccerway.com (الإنجليزية)
- لازار ماركوفيتش على موقع عالم كرة القدم.نت (الإنجليزية)
- لازار ماركوفيتش على موقع AS.com (الإسبانية)